# Vartijasaari (ö i Södra Österbotten)
Vartijasaari är en ö i Finland. Den ligger i sjön Lappajärvi sjö och i kommunen Lappajärvi i den ekonomiska regionen  Järviseutu ekonomiska region  och landskapet Södra Österbotten, i den centrala delen av landet, 300 km norr om huvudstaden Helsingfors. Öns area är 2,5 hektar och dess största längd är 200 meter i öst-västlig riktning.